# Tesla Supercharger

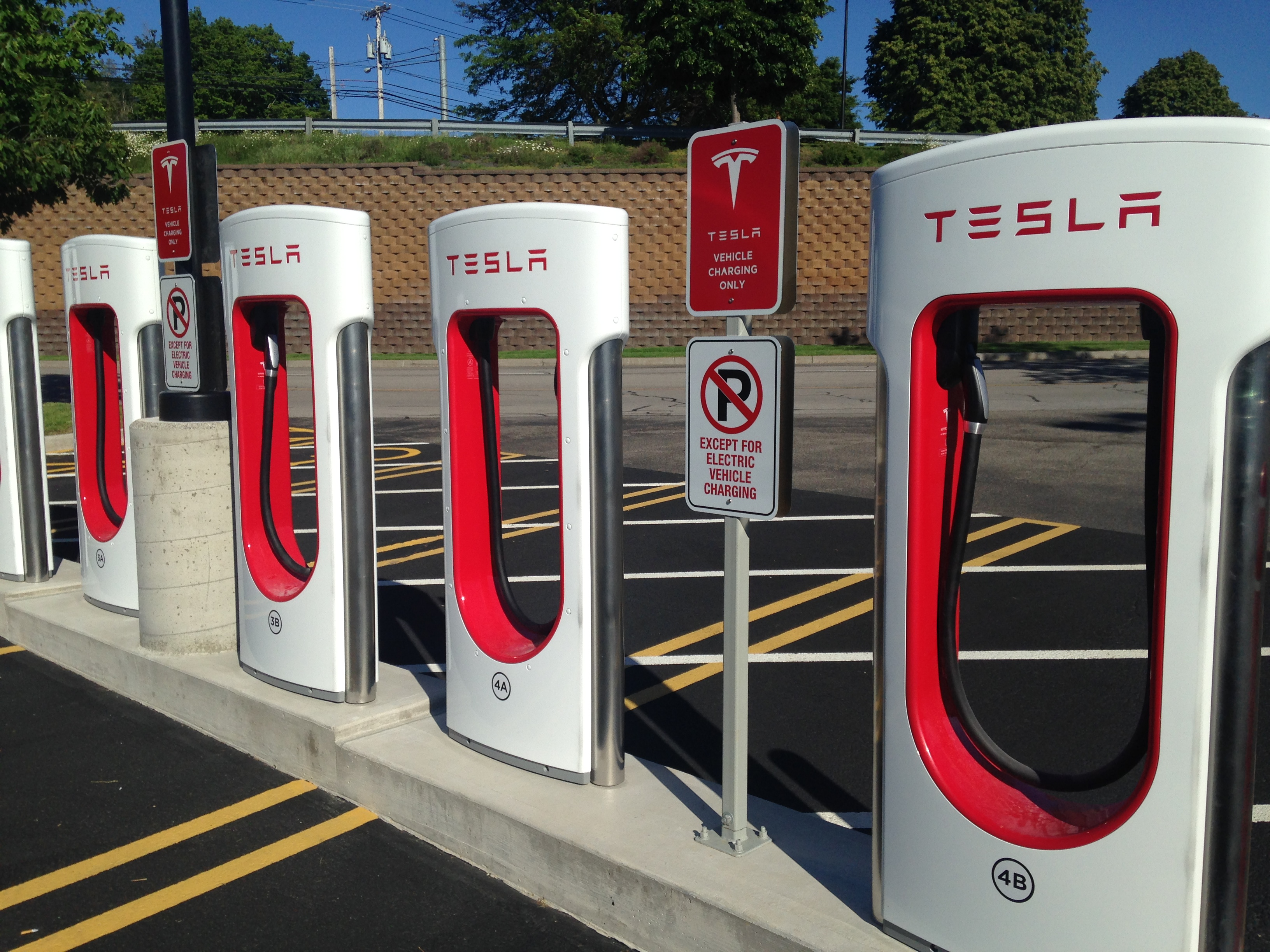
Станція Tesla Superchargers, одна із понад 20 тис. на кінець 2020 р.

Tesla Superchargers — це мережа станцій, побудованих компанією Tesla Inc. для надшвидкого заряджання акумуляторних батарей електромобілів Тесла (моделей S, 3, X, Y та Cybertruck).
Розробниками Tesla передбачено, що, зазвичай, власники будуть заряджати акумулятори своїх авто вдома (вночі, коли споживання електроенергії коштує дешевше). Однак, якщо планується поїздка на далеку відстань, саме тоді і стане в пригоді мережа Tesla Superchargers.
Перед поїздкою необхідно узгодити марштут за допомогою вбудованого у авто Планувальника подорожей або Інтерактивної мапи розміщення Tesla Superchargers. Станції розташовані продумано, вздовж основних магістралей, коло кав'ярень і магазинів.

## Принцип роботи

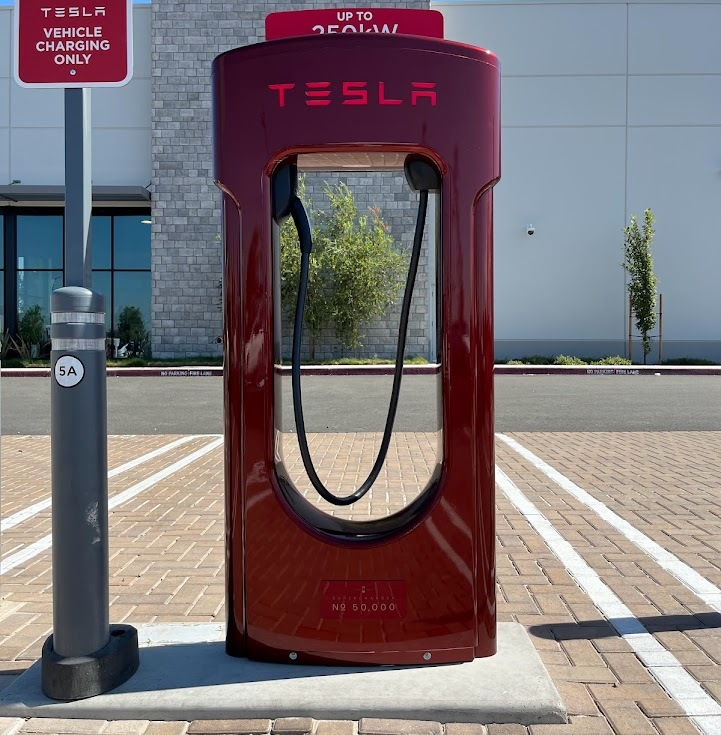
50-тисячний Supercharger, встановлений в Роузвіллі, Каліфорнія

У Європі налічується[коли?] більше 72 тис. громадських зарядних пристроїв для електромашин, але лише 5800 з них відповідають критеріям «швидких» (за даними Міжнародного енергетичного агентства). Це означає, що їх потужність становить 43 кВт або більше. Зарядні пристрої Tesla Superchargers працюють з потужністю від 120 до 135 кВт. У планах на майбутнє є підвищення потужності до 400 кВт, щоб мати можливість заряджати електричні автобуси.
На домашнє заряджання літій-іонного акумулятора з енергетичною ємністю 75-90 кВт·год (вистачає на 400—550 км пробігу) необхідно витратити 8-10 год. А за допомогою надшвидких зарядних пристроїв Superchargers акумуляторну батарею за 20 хвилин можна зарядити до 50 % , за 40 хв. — до 80 %, а за 75 хв. — до 100 %. Така різниця в швидкості заряджання з'являється тому, що вдома випрямлення струму зі змінного (у мережі) до постійного (саме такий необхідний для акумулятора) відбувається в одиночних (чи подвійних) модулях всередині зарядного пристрою, вмонтованого у автомобіль.
Вони працюють з потужністю 11 або 22 кВт в залежності від модифікації авто. В одному надшвидкому зарядному пристрої Supercharger застосовується дванадцять таких модулів, розміщених у зовнішньому корпусі. Вони здатні забезпечити 120 кВт постійного струму безпосередньо до автомобільного акумулятора (обійшовши внутрішній зарядний пристрій в автомобілі). Кожна станція містить кілька таких надшвидких зарядних пристроїв.
Зарядка на максимальній потужності відбувається лише до 25 % заряду акумулятора. При продовженні процесу, швидкість заряджання падає, тому не варто заряджати авто на Superchargers більше, ніж на 80 %. На швидкість заряджання також може впливати зависока чи занизька температура довкілля.

## Оплата

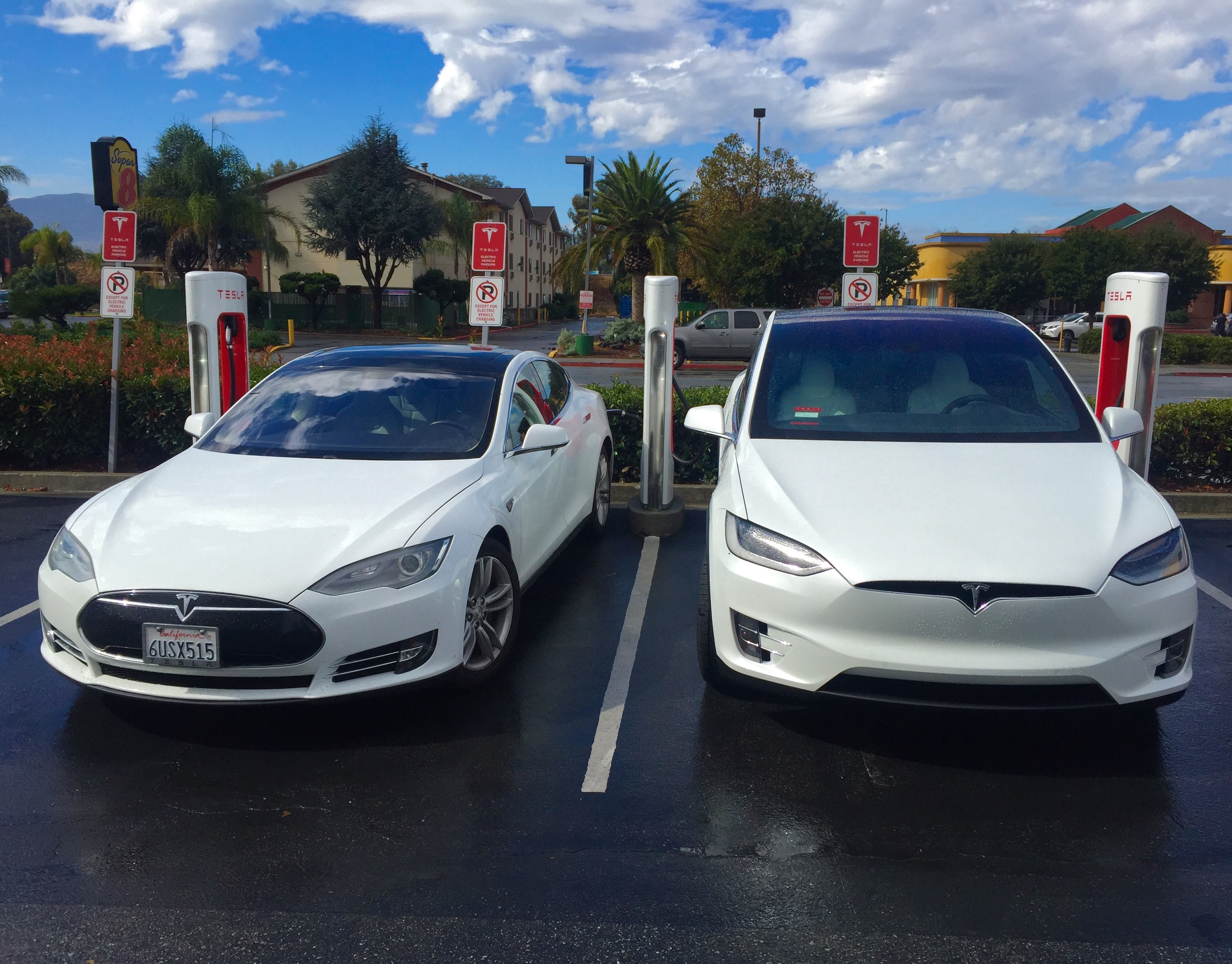
Tesla S і Tesla X заряджаються

Для авто Tesla, що куплені до 2017 року, заряджання на всіх станціях Tesla Superchargers безкоштовне. Для тих же, що придбані пізніше, безкоштовне заряджання здійснюється до 400 кВт·год (що вистачить приблизно на 1600 км) на рік. Якщо цього не вистачає, то надалі зарядка відбувається платно. У Північній Америці ціни визначаються в межах кожного штату або провінції. На міжнародному рівні вони встановлюються в межах кожної країни. Всі ціни включають податки та збори. Якщо можливо, власникам виставляється рахунок за кВт·год, що є найбільш справедливим та простим способом. В іншому випадку плата стягується за хвилину користування зарядним пристроєм.
При оплаті за хвилину існують два рівні із різними швидкостями заряджання. Зарядка на Рівні 1 коштує половину вартості Рівня 2. Це відбувається тому, що станція Tesla Superchargers складається із декількох зарядних майданчиків, кожен з яких містить по дві зарядні стійки (1А і 1В, 2А і 2В тощо). Коли два авто одночасно під'єднано до спарених стійок (наприклад, 1А і 1В), то потужність Supercharger у 120 кВт розділяється між ними. При цьому розділення не обов'язково відбувається навпіл по 60 кВт, а, в залежності від того, яке авто першим під'єдналося, і який рівень зарядки акумулятора у першого, чи другого авто.
У вересні 2017 року команда Tesla повідомила, що в густонаселених містах (починаючи з Чикаго та Бостона) будуть розміщувати станції більш компактного планування. Доброю новиною для користувачів стала можливість заряджання потужністю 72 кВт не залежно від того, чи заряджається поряд інше авто.
Заряджання електромобілю на станціях Tesla Superchargers обходитиметься його власнику набагато дешевше, ніж заправка звичайного авто. Наприклад, надшвидке заряджання, що дозволить проїхати 400 км (250 миль), буде коштувати в середньому на станціях Superchargers 45$. В той час, як заправка бензином, якого вистачить, щоб здолати ту ж відстань, обійдеться в 98$. Однак, через те, що на деяких станціях виникають черги з водіїв, якщо автомобіль після повного заряджання знаходитиметься на майданчику довше, ніж 5 хвилин, із власника буде додатково стягнено по 0,4$ за кожну зайву хвилину.
Користуватися Tesla Superchargers просто і зручно. Про прогрес заряджання можна дізнатися із мобільного застосунку для смартфону, або із дисплею у авто. Історія користування Superchargers автоматично заповнюється у обліковому записі власника. Там же ж відображаються використані кредити або, якщо потрібно, сума, на яку виставлено рахунок.

## Поширення
Tesla Inc. розпочали будівництво мережі в 2012 році у США. За даними на 11 серпня 2017 р. у світі відкрито 935 станцій (6266 стійок). Ще 53 оформлюють дозвіл на відкриття, а 28 будуються. У США їх кількість відповідно дорівнює 383, 31 і 15 штук. До кінця 2017 року вони планують мати більше 10 000 зарядних пристроїв Supercharger.
У листопаді 2020 року Tesla оголосила, що її світова мережа зарядних станцій нараховує понад 20 тисяч одиниць.
На європейському ринку Tesla використовує для своїх автомобілів та заряджальних пристроїв модифікований формат стандартного роз'єму IEC 62196 Type 2 (його ще називають Mennekes). Головна його перевага — це можливість працювати як з постійним, так і зі змінним струмом, з одно- чи трифазною мережею.

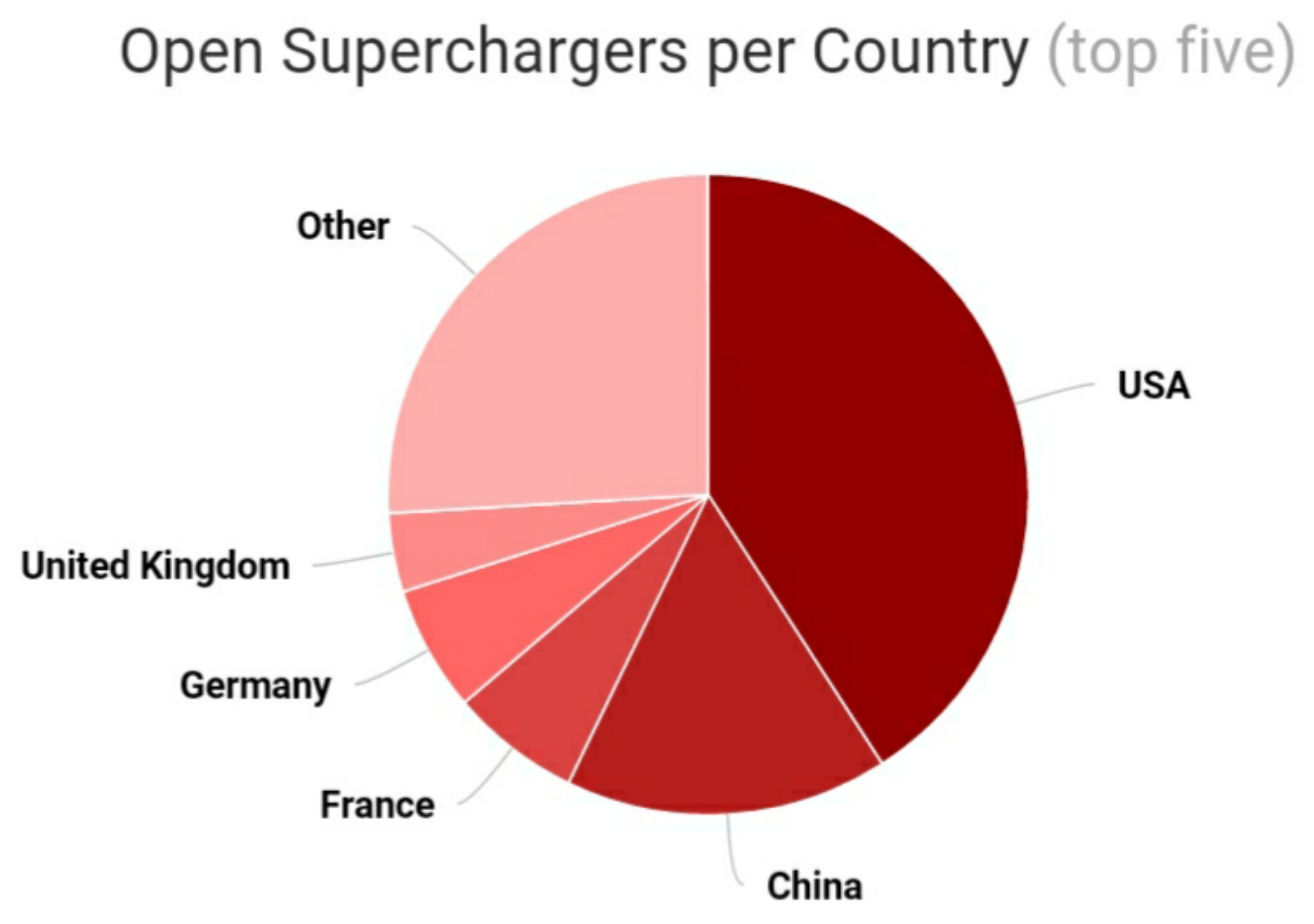
Топ5 країн за наявністю Superchargers
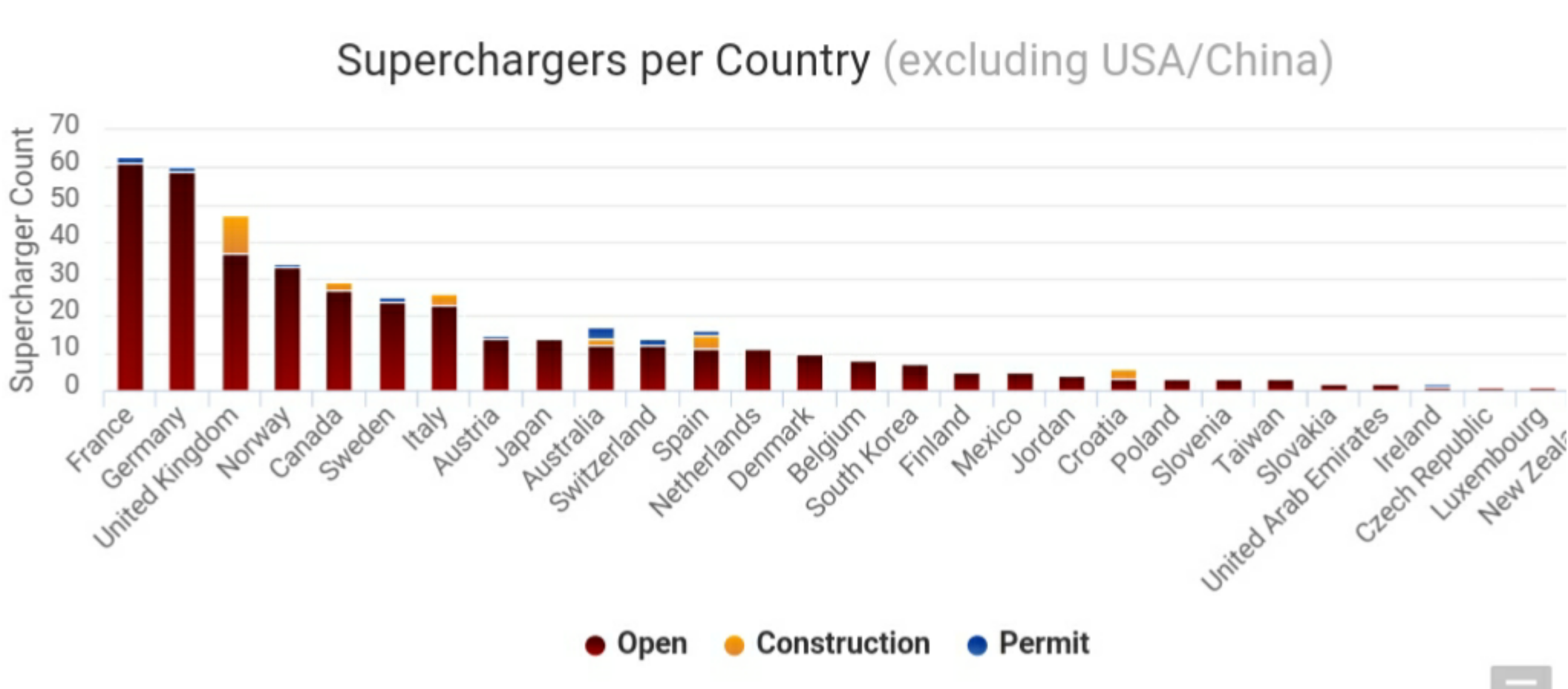
Наявність Superchargers (без США і Китаю)

Тесла заявляють, що Superchargers не приносить їм прибутку, адже вони продають електроенергію значне дешевше, ніж купують. Тому деякі станції Tesla використовують сонячні панелі, щоб компенсувати споживання енергії та забезпечити тінь. У майбутньому планується повністю відмовитися від сторонньої мережі енергопостачання і здобувати енергію лише з сонячних батарей.

## В Україні
Станом на серпень 2017 року жодної станції Tesla Supercharger збудовано не було. На сайті компанії зазначувалося, що планується відкриття 2 станцій: у Житомирі і біля села Опарипси Рівненської області.
У кінці грудня 2018 року Ілон Маск написав, що суперчаджери з'являться в Ірландії та Києві. На що відреагував також і міністр інфраструктури Володимир Омелян.
Станом на березень 2021 рік суперчарджер так і не побудували і його побудову відкладено на невизначений термін, в той же час в Ірландії з'явилися три суперчарджера, при чому в Ірландії вдвічі менше електромобілів, ніж в Україні (10000 авто в Ірландії проти 20000 в Україні).

## Tesla Megacharger
На урочистому оприлюдненні електричної вантажівки Tesla Semi у листопаді 2017 року Ілон Маск анонсував появу заряджальних станцій підвищеної енергетичної ємності. Tesla Megacharger використовуватимуть сонячну енергію для «заправки» вантажівок. Tesla Semi зможе проїхати 645 км після заряджання протягом 30 хвилин.
Компанії, що вже здійснили замовлення на певну кількість електричних вантажівок (Anheuser-Busch InBev, PepsiCo, United Parcel Service), міркують над ідеєю побудови Megacharger на своїх об'єктах та надання доступу до них одна одній.

## Види Tesla Supercharger

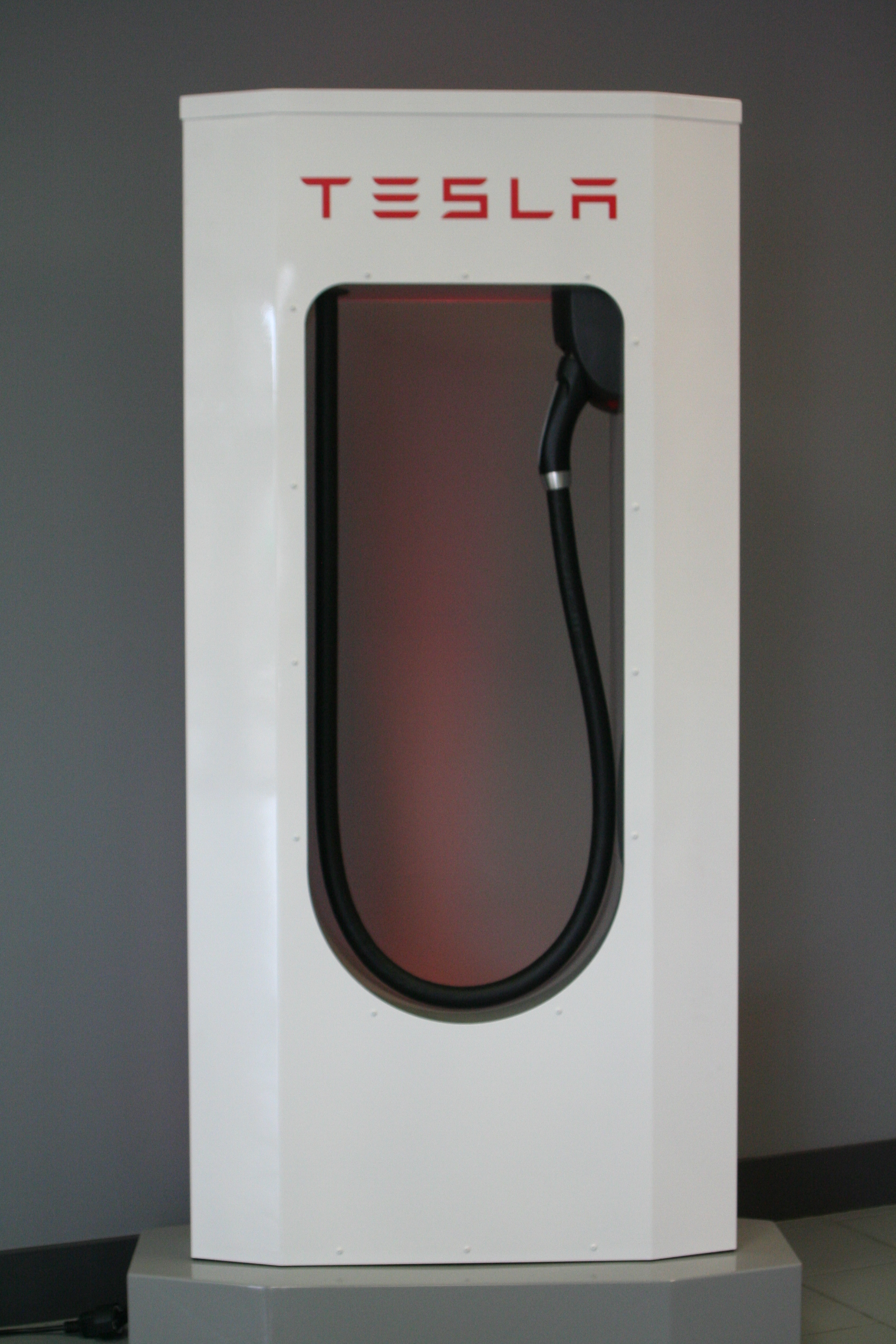
V1
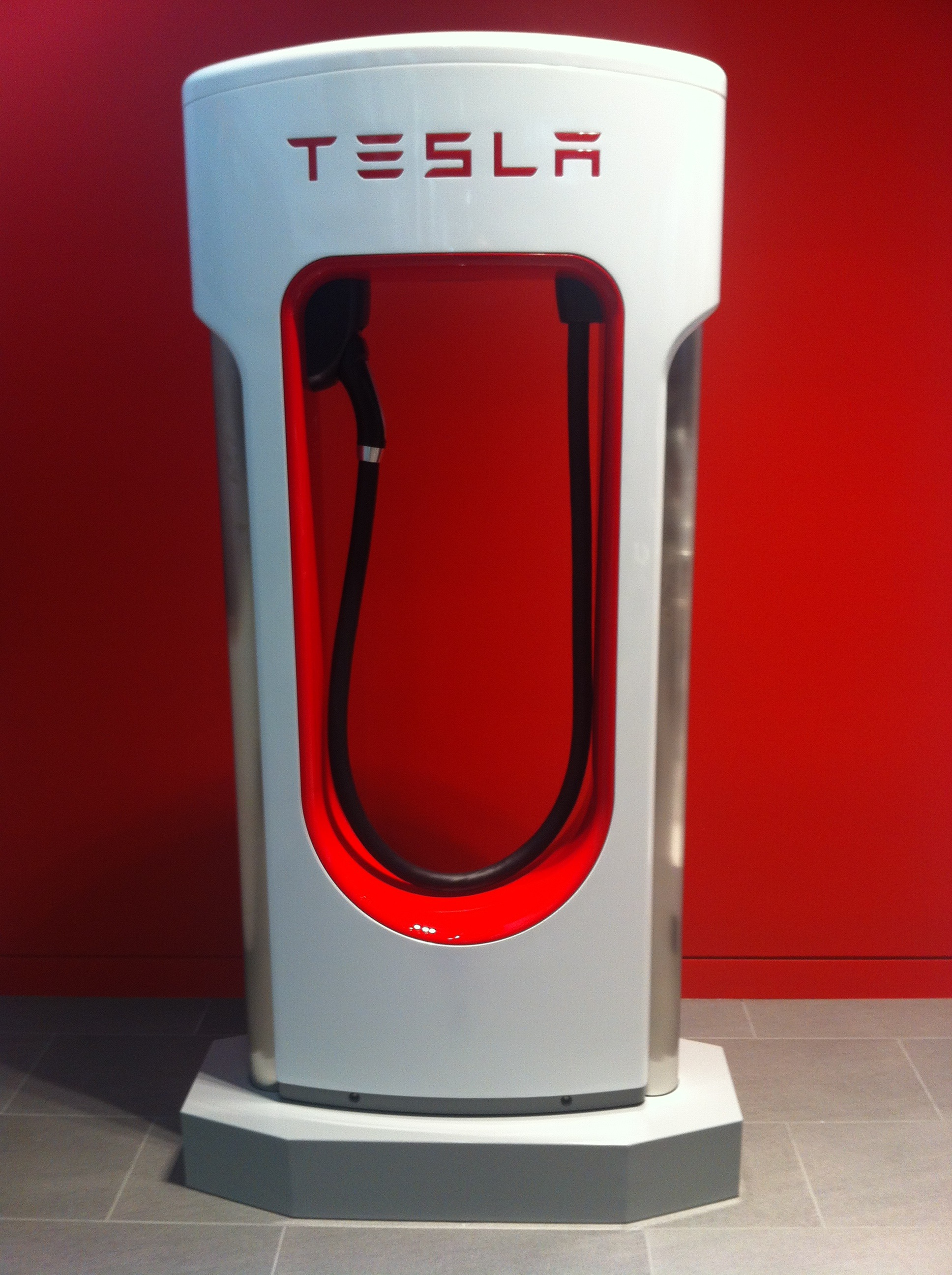
V2
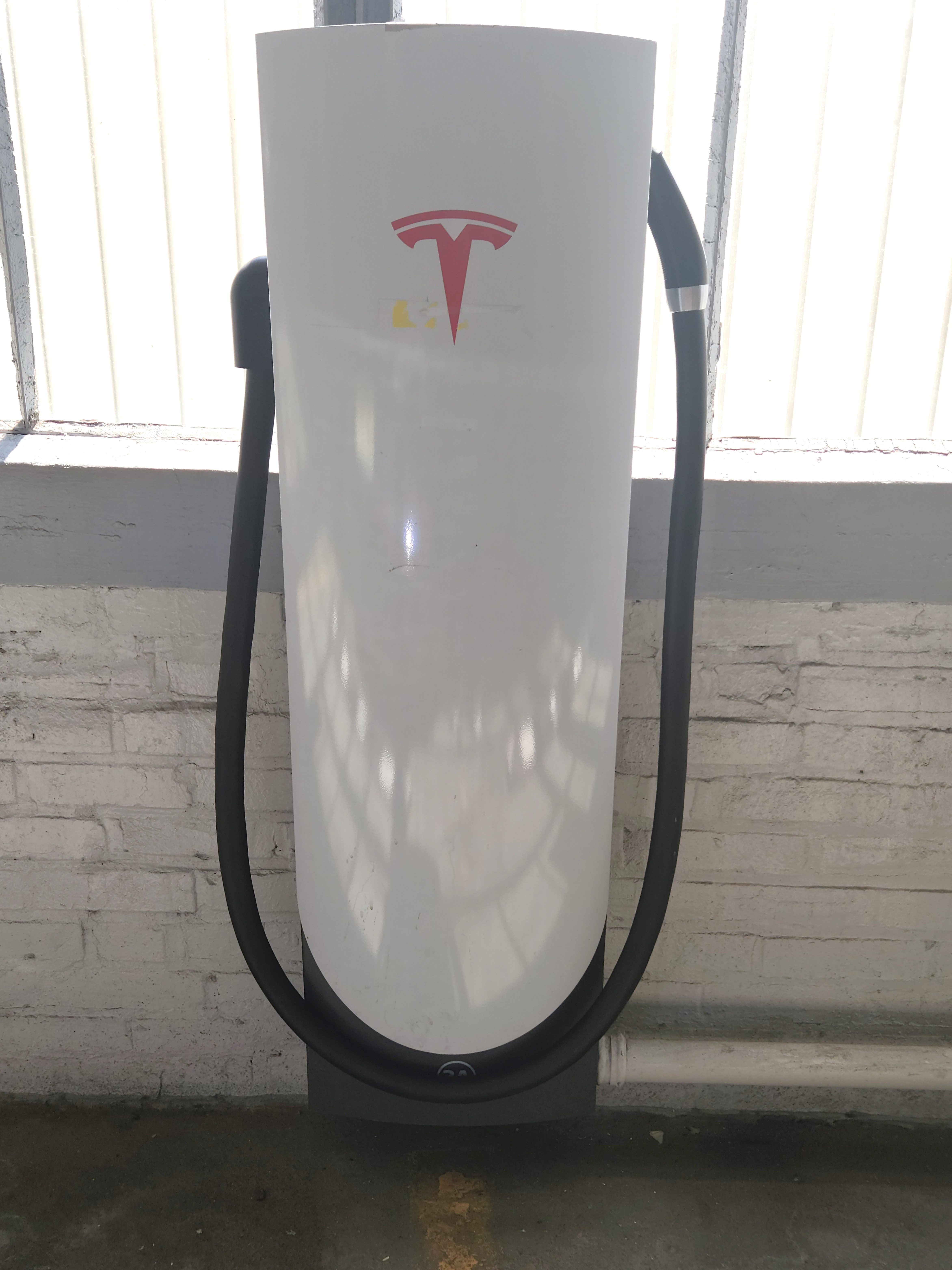
Urban
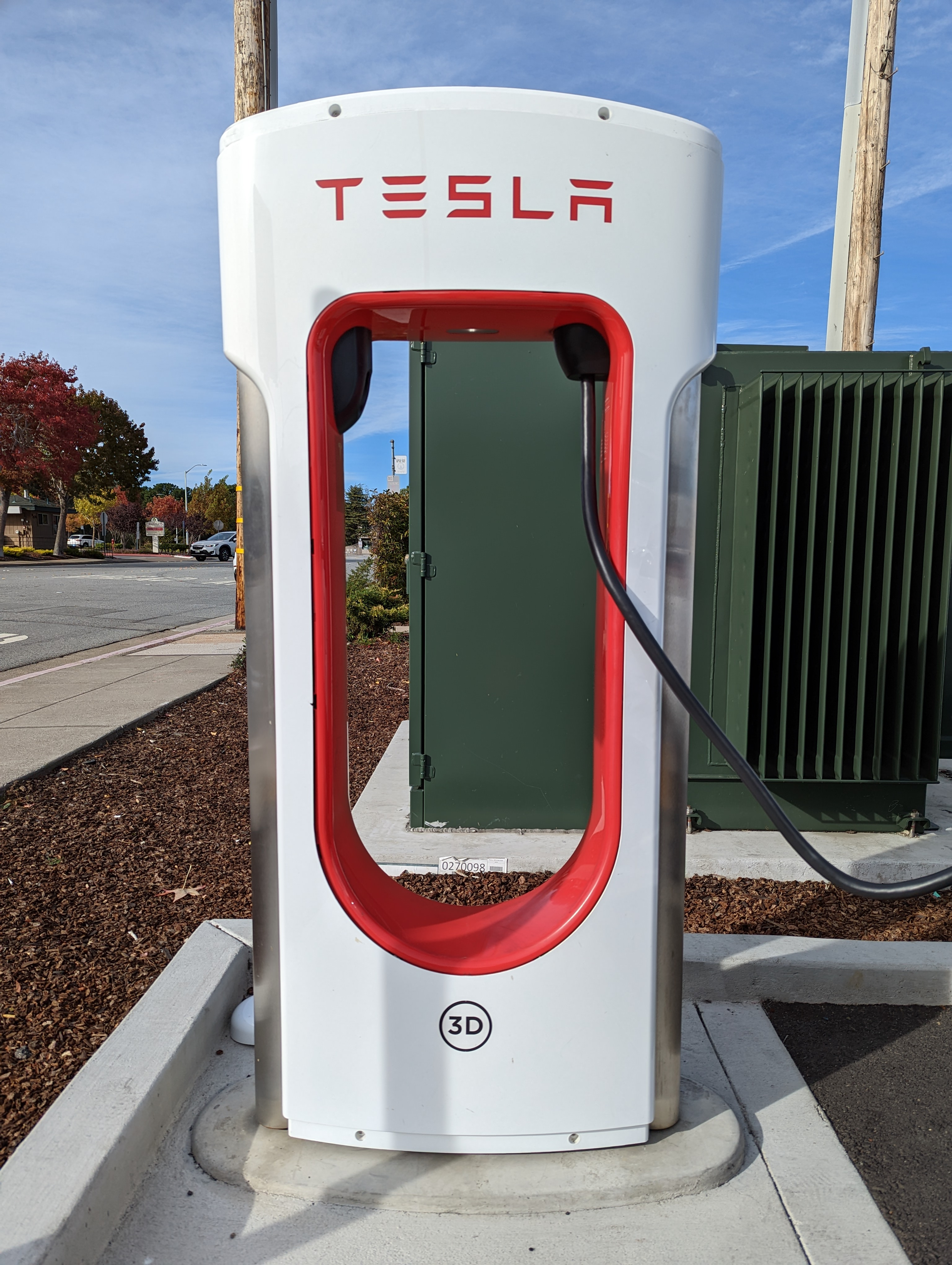
V3
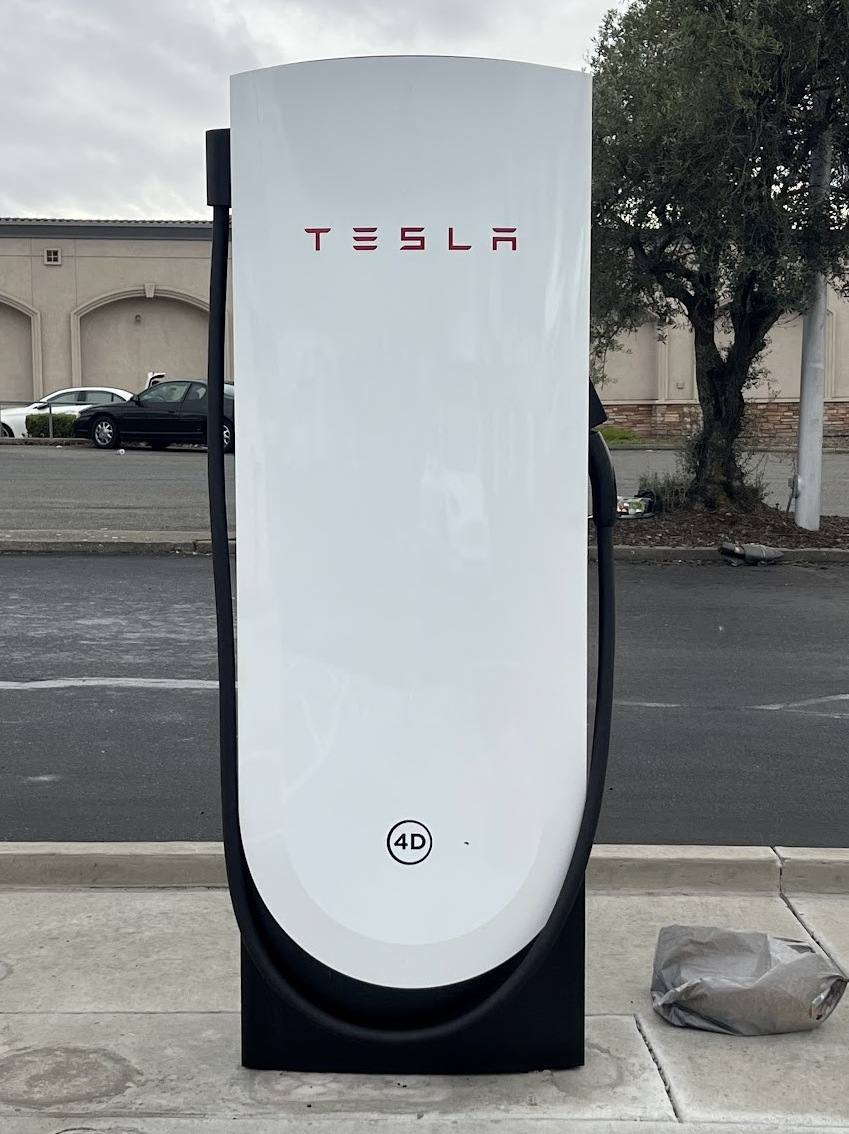
V4